# کامدن (آلاباما)

محل آلاباما در آمریکا

محل شهر در آلاباما.

کامدن  شهری است در ایالت آلاباما در کشور آمریکا.

## مکان
کامدن در موقعیت ‎ ۳۱°۵۹’ ۵۶’’ N ۸۷°۱۷’ ۴۵’’ V (‏۳۱،۹۹۸۸۵۱; ‑۸۷،۲۹۵۷۴۳‏)‎ قرار دارد.با توجه به اطلاعات اداره آمار آمریکا مساحت آن در حدود ۱۱km² است.

## مردم‌شناسی
با توجه به آمار سال ۲۰۰۰ جمعیت آن ۲۲۵۷ نفر، ۸۶۸ خانواده در آن ساکن هستند.تعداد ۹۶۵ واحد خانه در هر مساحت تقریبی (۸۸،۱akm²) قرار دارد.۲۹،۱% درصد از خانواده‌های فرزند زیر ۱۸ سال داشتند که از این تعداد ۳۷،۶% درصد زوج بوده و ۲۷% درصد زنان بدون شوهر و ۳۲،۷% درصد نیز غیر خانواده بودند.متوسط درآمد یک خانواده در حدود US$۲۸۸۵۴ است و زنان درآمد متوسط US$۳۵۶۲۵ و مردان درآمد متوسط US$۲۰۷۳۵ بدست می‌آورند.